# قرنفل كرامي
القرنفل الكرامي (باللاتينية: Dianthus karami) نوع نباتي من جنس القرنفل من الفصيلة القرنفلية.

## الموئل والانتشار
موطن هذا النوع بلاد الشام.

## مرادفات للاسم العلمي
- (باللاتينية: Dianthus hypochlorus var. karami Boiss.)